# Hyades
Gli Hyades sono una thrash metal band italiana fondata nel 1996.

## Storia

### 1996-2006: Tra autoproduzioni e Mausoleum Records
Gli Hyades furono fondati nel 1996 a Busto Arsizio con una formazione originaria che vedeva Marco Colombo alla voce, Marco Negonda alla chitarra, Lorenzo Testa alla seconda chitarra, Omar Ceriotti alla batteria e Andrea Colombo al basso. Nel corso dei tre EP autoprodotti ispirati perlopiù allo speed ed all'heavy metal, la band evolse gradualmente verso sonorità più legate al thrash metal: Princess Of The Rain (1999), MCLXXVI (2000), Hyades (2002). Specie nel demo omonimo, la band raggiunse ottimi livelli, sia di qualità delle registrazioni, sia stilistici propri, con una band ormai totalmente trasformata ed una sonorità sviluppata e personale. La band decise così, di li a pochi mesi, di autoprodurre l'EP No Bullshit..Just Metal!, un disco ben confezionato e dalle sonorità ormai molto più dure, al quale seguì il videoclip del brano I Am Dynamite.
Nel 2005 gli Hyades firmarono per la belga Mausoleum Records, con cui pubblicarono Abuse Your Illusions, un disco che non concede spazio a sonorità aggiornate del metal, ma che si concentra, in modo del tutto personale, sui suoni del thrash old school, riportati anche nella reinterpretazione di Fight For Your Right dei Beastie Boys. La formazione di questo periodo comprendeva, oltre al solito Testa, Marco Colombo alla voce, Marco Negonda alla chitarra, Roberto Orlando al basso e Mauro De Brasi alla batteria. L'album ottenne recensioni positive sia in Italia che all'estero, raggiungendo un buon seguito soprattutto in paesi quali Germania, Paesi Bassi e Belgio. Il tour che seguì l'album li vide come spalla Onslaught, Tankard, Omen, Phantom-X, Sacred Steel.
Nel 2006, in occasione dei loro 10 anni di attività, la band si esibì in un concerto commemorativo presso Comunità Giovanile di Busto Arsizio assieme agli ospiti Hatework e Vexed.

### 2007-2010: DaAnd the Worst Is Yet to ComeaThe Roots of Trash
Dopo aver cambiato batterista con Rodolfo 'Rawdeath' Ridolfi, nel 2007 uscì il loro secondo album, intitolato And the Worst Is Yet to Come prodotto sempre dalla Mausoleum Records. La copertina era ad opera del grafico ed artista Ed Repka, famoso per aver collaborato tra le altre band con Megadeth, Death, Evildead, Toxik. Lo stile, chiaramente ispirato al thrash metal della Bay Area con influenze più decisamente hardcore punk e liriche ironiche ed impegnate, vede la band fortemente ferrata sul piano tecnico, con cambi repentini di tempo e le chitarre precise e grezze allo stesso tempo. Gli album degli Hyades furono poi pubblicati, in Sudamerica e Giappone, dalla Marquee Records, in una versione speciale contenente alcune bonus tracks, tra cui la cover di "Minkions" dei Bulldozer. In contemporanea all'uscita del secondo disco gli Hyades intrapresero un tour europeo assieme agli Omen, suonando in Danimarca, Germania, Austria, Svizzera e Belgio, oltreché in Italia. Nello stesso anno parteciparono al "Best Case Scenario" (AFM Records), l'album celebrativo dei venticinque anni di attività dei Tankard, includendo una cover della canzone "Alien" e brani loro vennero inseriti nelle compilazioni di Metal Hammer Razor e Thrash: Back To Skool. E fu proprio Metal Hammer U.K. che inserì gli Hyades tra le trenta thrash metal band più rappresentative del mondo, nell'edizione speciale dal titolo Metallica & Thrash Metal Collectors' Special pubblicata nell'estate del 2008, assieme a nomi quali Exodus, Forbidden, Municipal Waste e altri. Fu poi dello stesso anno la partecipazione al festival Gods of Metal all'Idroscalo di Milano come band scelta dal pubblico tramite il concorso organizzato da MySpace.
Il 19 giugno 2009 uscì il terzo full-length album della band, intitolato "The Roots of Trash", edito sempre da Mausoleum Records. La copertina fu realizzata ancora una volta da Ed Repka. L'album vede liriche sempre più radicalizzate in senso anticapitalistico, anticonsumistico e contro i moderni mezzi di comunicazione di massa.

### Dal 2011: The Wolves Are Getting Hungry
Negli anni successivi continuano l'attività live, prevalentemente al di fuori dei confini nazionali, con un periodo di pausa per la stesura e la registrazione di materiale inedito, fino al 2014 quando firmano un contratto con la Punishment 18.
Pubblicarono infine, il 29 giugno 2015, il loro quarto disco, intitolato "The Wolves Are Getting Hungry", registrato presso Studio Decibel e masterizzato da Andy Classen (Holy Moses). La copertina, realizzata dal disegnatore guatemalteco Mario López, si ispira alla famosa opera "Il quarto stato" di Giuseppe Pellizza da Volpedo.

## Formazione

### Formazione attuale
- Marco Colombo - voce
- Lorenzo Testa - chitarra
- Marco Negonda - chitarra
- Roberto Orlando - basso
- Rodolfo Ridolfi - batteria

### Ex componenti
- Luca Testa - chitarra (1997-1999)
- Omar Ceriotti - batteria (1996-2002)
- Andrea Big Colombo - basso (1997-2001)
- Riccardo Crespi - basso (2001-2003)
- Mauro De Brasi (Power Symphony / Soultakers) - batteria (2003-2005)
- Jerico Biagiotti (Subliminal Crusher) - basso (2008-2009)

## Discografia

### Album in studio
- 2005 – Abuse Your Illusions
- 2007 – And the Worst Is Yet to Come
- 2009 – The Roots of Trash
- 2015 – The Wolves Are Getting Hungry

### EP
- 2002 – No Bullshit, Just Metal

### Demo
- 1999 – Princess Of The Rain
- 2000 - MCLXXVI
- 2002 - Hyades

### Compilazioni
- 2002 – Metal Crusade Vol. IV – con il brano Burning (Heavy)
- 2007 – Best Case Scenario: 25 Years In Beers – con il brano Alien (AFM Records)
- 2007 – Thrash: Back To Skool – con il brano Buried In Blood (Metal Hammer)
- 2007 – Razor – con il brano Razor (Metal Hammer)